# Gottfried August Meerheim
Gottfried August Meerheim (* 12. September 1753 in Pegau; † 3. Januar 1802 in Wittenberg) war ein deutscher Literaturwissenschaftler.

## Leben
Geboren als Sohn Christian Ernst Meerheim (* 18. Februar 1720 in Merseburg; † 30. Juni 1762 in Wittenberg), immatrikulierte er sich gratis am 16. Februar 1761 an der Universität Wittenberg, wo er am 30. April 1775 den akademischen Grad eines Magisters erlangte. Nachdem er sich am 25. Januar 1776 die Lehrerlaubnis für Hochschulen als Magister Legens erworben hatte, fand er am 20. Februar 1776 Aufnahme als Adjunkt an der philosophischen Fakultät und Aufseher der Universitätsbibliothek.
Im Wintersemester 1779 wird er zum Professor der Moralphilosophie und Politik ernannt, obwohl er keine speziellen Arbeiten zur praktischen Philosophie vorgelegt hatte. Allerdings hatte er Vorlesungen über Politik und Naturrecht gehalten. Als Professor der Moral und Politik pflegte er besonders die Dichtkunst und die schönen Wissenschaften. In seinen Schriften bewies er, dass er die alten Poeten „mit Geschmack“ auszulegen verstand. Das öffnete ihm 1783 den Zugang zum Lehrstuhl für Dichtkunst und Altertümer, in welchem Amt er aber die in ihn gesetzten Erwartungen enttäuschte.
Obwohl er zwar Vorlesungen über europäische Zeitgeschichte  aus öffentlichen berichten und Statistik gehalten hatte, vernachlässigte er seine Vorlesungen unter dem Vorwand unter Hypochondrie zu leiden und sich zur Zerstreuung anderen Angelegenheiten nachging. Dennoch bekleidete er im Sommersemester 1786 das Amt des Rektors der Wittenberger Akademie, bei der Ausübung seiner Professur bis zu seinem Lebensende, hatte er den ihn übertragenen Lehrstuhl nicht entwickeln wollen oder können.

## Werke (Auswahl)
- De Censura Morum Vetere Ac Nova. Dürr, Wittenberg 1779. (Digitalisat)
- Pragmatisch-politische Versuche über einige der neuesten Staatsbegebenheiten. Leipzig 1786. (Digitalisat)
- (Als Respndent) De utilitate expeditionum cruciatorum: Commentatio historica. Pars prior. Boehmer, Wittenberg 1776. (Digitalisat Teil 1), (Teil 2)